# Skæbnens Veje (film af Holger-Madsen)
|  | Denne artikel er oprettet af botten PalnaBot ud fra en ekstern database. Den kan derfor have sproglige fejl eller mangler. Denne skabelon kan fjernes efter kontrol af indholdet. |

 For alternative betydninger, se Skæbnens Veje. (Se også artikler, som begynder med Skæbnens Veje)
Skæbnens Veje er en film instrueret af Holger-Madsen.

## Medvirkende
- Valdemar Psilander som Alfons Dupont, læge
- Clara Wieth som Rose, selskabsdame hos Alfons' mor
- Albrecht Schmidt som Fyrst Alexander
- Torben Meyer som Medvirkende
- Frederik Jacobsen som Medvirkende
- Henny Lauritzen som Medvirkende
- Ingeborg Bruhn Bertelsen som Medvirkende
- Holger-Madsen som Medvirkende
- Axel Boesen som Medvirkende
- Betzy Kofoed som Medvirkende
- Carl Lauritzen som Medvirkende
- Johannes Ring som Medvirkende
- Birger von Cotta-Schønberg som Medvirkende
- Johanne Krum-Hunderup som Medvirkende